# Lily Laskine
Lily Laskine, nombre profesional de Aimée Émilie Laskine (París, 31 de agosto de 1893–ibidem, 4 de enero de 1988) fue una arpista francesa, de origen ruso, de las más destacadas del siglo XX.

## Biografía
Nació como Lily Aimée Laskine (?), hija de padres judíos, melómanos y músicos en París. Estudió en el Conservatorio de París, donde entró en 1904, con Alphonse Hasselmans y con Georges Marty. Obtuvo sus primeros premios a los 11 y a los 13 años de edad.
Durante la Primera Guerra Mundial, se interesó igualmente por el canto y la danza, además de la armonía. A los 16 años, entró en la Ópera Garnier como arpista; fue la primera mujer admitida en la orquesta. En 1934, cuando se creó la Orquesta Nacional de Francia, Laskine se convirtió en su solista de arpa.
En 1936, se casó con el violinista Roland Charmy (1908-1987). Fue protegida durante la Segunda Guerra Mundial en el château Pastré de Marsella por la condesa Lily Pastré, como numerosos judíos que querían abandonar Francia.
Su carrera conoció un nuevo impulso en los años cincuenta con su colaboración con el sello discos Erato donde fue la arpista habitual. Se convirtió en una intérprete frecuente y acompañante de flautistas franceses, entre ellos Marcel Moyse y Jean-Pierre Rampal. Fue con Rampal con quien hizo una de sus grabaciones más famosas, el Concierto para flauta y arpa de Mozart con la orquesta de Jean-François Paillard, el disco clásico más vendido de la historia fonográfica francesa.
Laskine también actuó como profesora de arpa en el Conservatorio de París desde 1948 hasta 1958. Fue recompensada con la Legión de Honor en 1958. Murió en París y fue enterrada en el cementerio parisino de Saint-Ouen, con su esposo y su suegro.

## Legado
El Concurso internacional trienal de arpa Lily-Laskine fue instituido en su honor en 1993. El jurado atribuye un gran premio y un premio júnior. Se han celebrado ocho ediciones, si bien no hubo premio en 2008 ni en 2014.

## Premios y distinciones
- Gran premio internacional de la Academia Charles-Cros (1963),
- Gran premio nacional del disco francés,
- Disco de oro de Japón con Jean-Pierre Rampal (1966),
- Gran premio de película musical por La Leçon de musique (1979),
- Oficial de la Legión de honor,
- Gran cruz de la Orden nacional del Mérito,
- Comendadora de las Artes y de las Letras.